# Metaphidippus bispinosus
Metaphidippus bispinosus är en spindelart som beskrevs av Pickard-Cambridge F. 1901. Metaphidippus bispinosus ingår i släktet Metaphidippus och familjen hoppspindlar. Inga underarter finns listade i Catalogue of Life.